# Каберголин
Каберголинът е лекарство с инхибиращ ефект върху секрецията на пролактин. Той е агонист на допаминовите рецептори (свързва се с тях и ги активира). Има висок афинитет към допаминовите рецептори D2 и нисък към допаминовите рецептори D1, адренорецепторите α1 и α2 и серотониновите рецептори 5-HT1 и 5-HT2.
Най-честите странични ефекти от приема са замаяност, гадене и главоболие. Каберголинът е лекарство с продължително действие, обикновено се приема веднъж или два пъти седмично. За намаляване на тези странични ефекти се препоръчва прием с храна или вечер преди лягане. Не трябва да се приема от кърмачки.